# Lymphotoxine bêta
La lymphotoxine β (LT β), ou facteur de nécrose tumorale C (TNF C), est une protéine codée chez l'homme par le gène LTB,.
La lymphotoxine β est une protéine transmembranaire de la famille des facteurs de nécrose tumorale (TNF). Elle assure l'ancrage de la lymphotoxine α à la surface des cellules à travers la formation d'un hétérotrimère, essentiellement de la forme αβ2, qui est le principal ligand du récepteur de la lymphotoxine β (en) ; le complexe α2β est également observé mais est moins abondant.
La lymphotoxine β est un déclencher de la réponse inflammatoire et intervient dans le développement normal du système lymphatique. L'isoforme b ne forme pas de complexe avec la lymphotoxine α, de sorte que la lymphotoxine β a probablement d'autres fonctions indépendantes de la lymphotoxine α.
On a clairement pu établir que la lymphotoxine membranaire favorise le développement des tumeurs : la croissance de tumeurs et des métastases associées est favorisée pour plusieurs types de cancers chez des souris dont l'expression des lymphotoxines α ou β est excessive ; ces études ont cependant fait appel à des souris ayant une déficience totale en lymphotoxine α, ce qui n'a pas permis de distinguer les effets des lymphotoxines solubles et membranaires.